# Baie-Mahault
Baie-Mahault è un comune francese di 29.741 abitanti del Dipartimento d'Oltremare della Guadalupa, nell'isola omonima.
Il suo nome deriva da quello della baia su cui sorge la città ed è composto dal termine mahault: una grafia alternativa a mahot, che in francese indica un particolare tipo di ibisco, l'Hibiscus tiliaceus, di cui un tempo era ricoperta tutta la regione, soprattutto le coste. Il toponimo quindi dovrebbe significare "baia dell'ibisco" o qualcosa di molto simile, anche se non esistono testimonianze scritte che confermino questa etimologia; in compenso, la città di Baie-Mahault ha ufficializzato tale interpretazione riportando nelle proprie insegne comunali proprio due fiori di ibisco (come si può vedere nella fascia blu, in alto, dello stemma riprodotto qui a lato).

## Geografia fisica
Amministrativamente Baie-Mahault appartiene all'arrondissement di Basse-Terre, nel settore occidentale della Guadalupa, ma fa anche parte integrante dell'area urbana di Pointe-à-Pitre, nel settore orientale (Grande-Terre). Geograficamente infatti la città è collocata proprio sulla breve lingua di terra che collega le due parti dell'isola e costituisce il punto di passaggio obbligato fra l'una e l'altra. L'istmo, in realtà, è interrotto da uno stretto braccio di mare, la Rivière Salée (il "fiume salato"), che lo attraversa da un capo all'altro (5 km di lunghezza con una larghezza massima di 200 m) ponendo in comunicazione due baie del Mare Caraibico, il Grand cul-de-sac marin a nord e il Petit cul-de-sac marin a sud; lo stretto canale marino è comunque superato da tre ponti stradali.

## Amministrazione

### Cantoni
Fino al 2014 il comune di Baie-Mahault era l'unico comune appartenente al cantone di Baie-Mahault.
A seguito della riforma approvata con decreto del 24 febbraio 2014, che ha avuto attuazione dopo le elezioni dipartimentali del 2015, il territorio comunale di Baie-Mahault è stato ripartito in due cantoni:
- Cantone di Baie-Mahault-1: comprende parte del territorio comunale di Baie-Mahault
- Cantone di Baie-Mahault-2: comprende parte del territorio comunale di Baie-Mahault e parte del territorio comunale di Petit-Bourg.

## Storia
Punto d'attracco in un territorio paludoso, ricoperto di mangrovie e di scarso interesse economico, nel corso del Seicento il luogo fu soprattutto rifugio di filibustieri e corsari prima che Charles Houël, governatore della Guadalupa per conto della Compagnia delle isole d'America, vi fondasse un villaggio (1643) che da lui prese il nome di Houelbourg. La località è testimoniata in documenti del 1660, quando, dopo il fallimento della Compagnia (1648), il marchese d'Houël e il cognato Jean de Boisseret d'Herblay acquistarono l'arcipelago e ne avviarono lo sfruttamento economico utilizzando la tratta dei neri per impiantarvi la coltivazione della canna da zucchero, del caffè e del cacao. Ripresa l'isola nel 1664 dalla Compagnia francese delle Indie orientali, nel Settecento Houelbourg divenne una regolare stazione navale.
Progressivamente ingranditosi grazie anche alle bonifiche delle paludi circostanti, nel 1837 il villaggio ottenne la prerogativa di comune a sé stante e assunse il nome di Baie-Mahault.

## Economia
Oggi è la città più popolosa della Guadalupa dopo Les Abymes e ne costituisce il fulcro economico, soprattutto grazie al centro industriale e commerciale di Jarry-Moudong, una vasta zona di 300 ettari attiva dal 1980 che annovera più di 3500 imprese con circa 15.000 addetti. A Baie-Mahault, nel quartiere di Destrellan, sorge anche il centro commerciale Destreland, il più vasto di tutte le Piccole Antille.